# Китч, Тейлор
Тейлор Китч (англ. Taylor Kitsch, род. 8 апреля 1981) — канадский актёр и модель. Наиболее известен ролями в телесериале NBC «Огни ночной пятницы» (Тим Риггинс) и фильме «Люди Икс: Начало. Росомаха» (Гамбита, 2009). Он также снялся в фильмах «Джон Картер», «Морской бой», «Особо опасны», вышедших в 2012 году.

## Биография
Тейлор Китч родился в Келоуне, в Британской Колумбии. У него два старших брата и две младшие сводные сестры. С детства он хотел стать профессиональным игроком в хоккей, играл на позиции нападающего за клубы «Боннивилл Понтиакс» (Юниорская хоккейная лига Альберты), «Ферни Гоустрайдерс» (Юниорская хоккейная лига Кутенея) и «Лэнгли Хорнетс» (Хоккейная лига Британской Колумбии). После травмы колена закончил карьеру хоккеиста. Китч в течение года посещал курсы по питанию и экономике в Летбриджском университете и проживал у своего брата. В 2002 году он переехал в Нью-Йорк. Через два года он подписал контракт с производственной компанией, «Untitled Entertainment», где работал моделью.
В кино Китч с 2006 года. Одна из первых его ролей — футболист Тим Риггинс в сериале «Огни ночной пятницы». Позже его пригласили сниматься в фильме «Сделка с дьяволом», где он сыграл одну из главных ролей — Пога Перри. В феврале 2008 года он подписал контракт на роль Гамбита в фильме «Люди Икс: Начало. Росомаха», выпущенном в мае 2009 года. В 2010 году Китч появился в фильме «Клуб безбашенных».
В 2015 году снялся во втором сезоне телесериала «Настоящий детектив» в роли офицера Пола Вудроу.

## Личная жизнь
Китч купил 3,64 акра земли на озере Остин, штат Техас, в 2012 году и начал строить там дом в 2015 году. Китч в настоящее время проживает в Остине.

## Фильмография
| Год       |    | Русское название               | Оригинальное название        | Роль                     |
| --------- | -- | ------------------------------ | ---------------------------- | ------------------------ |
| 2006      | с  | Бистро «У Годивы»              | Godiva's                     | Колм                     |
| 2006      | с  | Кайл XY                        | Kyle XY                      | почтальон                |
| 2006      | ф  | Сдохни, Джон Такер!            | John Tucker Must Die         | Джастин                  |
| 2006      | ф  | Змеиный полёт                  | Snakes on a Plane            | Кайл                     |
| 2006      | ф  | Сделка с дьяволом              | The Covenant                 | Пог Перри                |
| 2006—2011 | с  | Огни ночной пятницы            | Friday Night Lights          | Тим Риггинс              |
| 2008      | ф  | Госпел Хилл                    | Gospel Hill                  | Джоэль Херрод            |
| 2009      | ф  | Люди Икс: Начало. Росомаха     | X-Men Origins: Wolverine     | Реми ЛеБо / Гамбит       |
| 2010      | ф  | Клуб безбашенных               | Bang Bang Club               | Кевин Картер             |
| 2012      | ф  | Джон Картер                    | John Carter                  | Джон Картер              |
| 2012      | ф  | Морской бой                    | Battleship                   | Алекс Хоппер             |
| 2012      | ф  | Особо опасны                   | Savages                      | Чон                      |
| 2013      | ф  | Большая афера                  | The Grand Seduction          | доктор Пол Льюис         |
| 2013      | ф  | Уцелевший                      | Lone Survivor                | Майкл Мёрфи              |
| 2014      | тф | Обычное сердце                 | The Normal Heart             | Брюс Найлс               |
| 2015      | с  | Настоящий детектив             | True Detective               | Пол Вудроу               |
| 2016      | мф | Супергерои                     | Bling                        | Сэм (озвучка)            |
| 2017      | ф  | Наёмник                        | American Assassin            | Призрак                  |
| 2017      | ф  | Дело храбрых                   | Only the Brave               | Кристофер «Мак» Маккензи |
| 2018      | с  | Трагедия в Уэйко               | Waco                         | Дэвид Кореш              |
| 2019      | ф  | 21 мост                        | 21 Bridges                   | Рэй Джексон              |
| 2020      | с  | Игра теней                     | Shadowplay                   | Макс МакЛоклин           |
| 2022      | с  | Список смертников              | The Terminal List            | Бен Эдвардс              |
| 2025      | с  | Первозданная Америка           | American Primeval            | Айзак                    |
| 2025      | с  | Список смертников: Тёмный волк | The Terminal List: Dark Wolf | Бен Эдвардс              |